# Dreifürstenstein (Schonwald)
Das Gebiet Dreifürstenstein ist ein mit Verordnung vom 4. März 2004 durch die Körperschaftsforstdirektion Tübingen ausgewiesener Schonwald (Schutzgebiet-Nummer 200040) bei Mössingen im Landkreis Tübingen in Baden-Württemberg.

## Lage
Das Schutzgebiet befindet sich am Albtrauf südlich von Mössingen. Es liegt im Landschaftsschutzgebiet Albrand und grenzt im Westen an das Naturschutzgebiet Bergrutsch am Hirschkopf. Es gehört sowohl zum Vogelschutzgebiet Mittlere Schwäbische Alb als auch zum FFH-Gebiet Albtrauf zwischen Mössingen und Gönningen. Es liegt im
Distrikt 3 „Heuberg“ Abteilungen 1, 2 des Stadtwaldes Mössingen und umfasst einen Teil des Flurstücks Nr. 7548 auf Gemarkung Mössingen, Stadt Mössingen.
Im Schutzgebiet liegt das Biotop Blockwald am Dreifürstenstein S Mössingen mit der Biotopnummer 276204164615 und das Biotop Blockhalden im Schonwald "Dreifürstenstein" mit der Biotopnummer 276204162264.

## Vegetation
Im Schonwald kommen laut Waldbiotopkartierung die folgenden Pflanzen vor:
Weiß-Tanne, Berg-Ahorn, Wolfs-Eisenhut, Wald-Engelwurz, Gemeine Akelei, Gewöhnliche Haselwurz, Hirschzungenfarn, Berg-Reitgras,
Nesselblättrige Glockenblume, Gewöhnliche Waldrebe, Gemeine Hasel, Echter Seidelbast, Echter Wurmfarn, Mandelblättrige Wolfsmilch,
Süße Wolfsmilch, Rotbuche, Gemeine Esche, Waldmeister, Ruprechtskraut, Wald-Habichtskraut, Waldgerste, Frühlings-Platterbse,
Türkenbund, Ausdauerndes Silberblatt, Einblütiges Perlgras, Wald-Bingelkraut, Gemeine Fichte, Quirlblättrige Weißwurz, Hasenlattich,
Schlehdorn, Himbeere, Kalk-Blaugras, Gewöhnliche Goldrute, Echte Mehlbeere, Vogelbeere, Sommerlinde, Bergulme, Braunstieliger Streifenfarn,
Grünstieliger Streifenfarn, Finger-Segge, Blaugrüne Segge, Golddistel, Gewöhnliche Waldrebe, Maiglöckchen, Geflecktes Knabenkraut,
Braunrote Stendelwurz, Gewöhnlicher Wasserdost, Wiesen-Labkraut, Wald-Labkraut, Ruprechtsfarn, Stinkende Nieswurz, Berg-Johanniskraut,
Gemeiner Wacholder, Berg-Margerite, Magerwiesen-Margerite, Rote Heckenkirsche, Mauerlattich, Vogel-Nestwurz, Große Bibernelle,
Waldkiefer, Weiden, Schwarzer Holunder, Roter Holunder, Raukenblättriges Greiskraut, Fuchssches Greiskraut, Huflattich,
Echter Baldrian, Wolliger Schneeball.

## Schutzzweck
Der Schutzzweck des Schonwalds ist gemäß Schutzgebietsverordnung
- die Erhaltung und Pflege der standortstypischen und naturnahen Laub-Nadel-Mischwälder im Buchen-Tannengebiet der Traufzone der Zollern- und Heubergalb mit der für die Stufenrandzone der Südwestalb charakteristischen Abfolge der Waldgesellschaften (Hangbuchen-, Berg- und Schluchtwälder mit reichem Baumartenspektrum aus Buche, Esche, Ahorn, Tanne / Fichte, Linde, Ulme und Eibe sowie örtlich Steppenheidewälder mit Eiche, Elsbeere und Mehlbeere oder auch Übergänge in Wacholderheiden);
- die Habitatsicherung für die in den jeweiligen Mischwäldern typischen und seltenen Arten von Flora und Fauna;
- weiterer Schutzzweck ist der Beitrag zur Erhaltung der biologischen Vielfalt in Europa. Im Gebiet kommen die Lebensräume Schlucht- und Hangmischwälder und Waldmeister-Buchenwälder vor.

## Betreuung
Wissenschaftlich betreut wird der Bannwald durch die Forstliche Versuchs- und Forschungsanstalt Baden-Württemberg (FVA).